# Tapijthaaien
De tapijthaaien (Parascylliidae) vormen een familie uit de orde van de bakerhaaien (Orectolobiformes). De familie bevat volgens FishBase twee geslachten.

## Geslachten
- Cirrhoscyllium H. M. Smith & Radcliffe, 1913
- Parascyllium T. N. Gill, 1862